# Jacó Fútbol Club
El Jacó Fútbol Club fue un equipo de fútbol de Costa Rica que jugó en la Segunda División de Costa Rica, la segunda categoría de fútbol en el país.

## Historia
Fue fundado en el año 2019 en el cantón de Garabito en la provincia de Puntarenas luego de que AS Puma Generaleña abandonara el cantón de Pérez Zeledón por el poco apoyo económico que tenían y se mudaron al cantón de Garabito y reemplazar al desaparecido equipo de Jacó Rays Fútbol Club que estuvo en la Segunda División de Costa Rica hasta el 2017, tras vender su franquicia.
En julio de 2023 deciden cambiar su nombre a Jacó Fútbol Club, con el fin de tener más arraigo con la comunidad de Playa Jacó y donde anuncian también un cambio en la junta directiva del club.

## Venta de la franquicia y desaparición
En junio de 2024, se da a conocer que el equipo de Jacó Fútbol Club que jugaba en la Segunda División de Costa Rica con la franquicia del desaparecido AS Puma Generaleña, decide vender su franquicia al equipo de Asociación Deportiva San Carlos de la Primera División de Costa Rica y pasará a llamarse San Carlos F.C. Debido al poco apoyo de la comunidad de Garabito y ante la negativa de jugar en este cantón de Puntarenas.